# 世界交通事故受害者紀念日

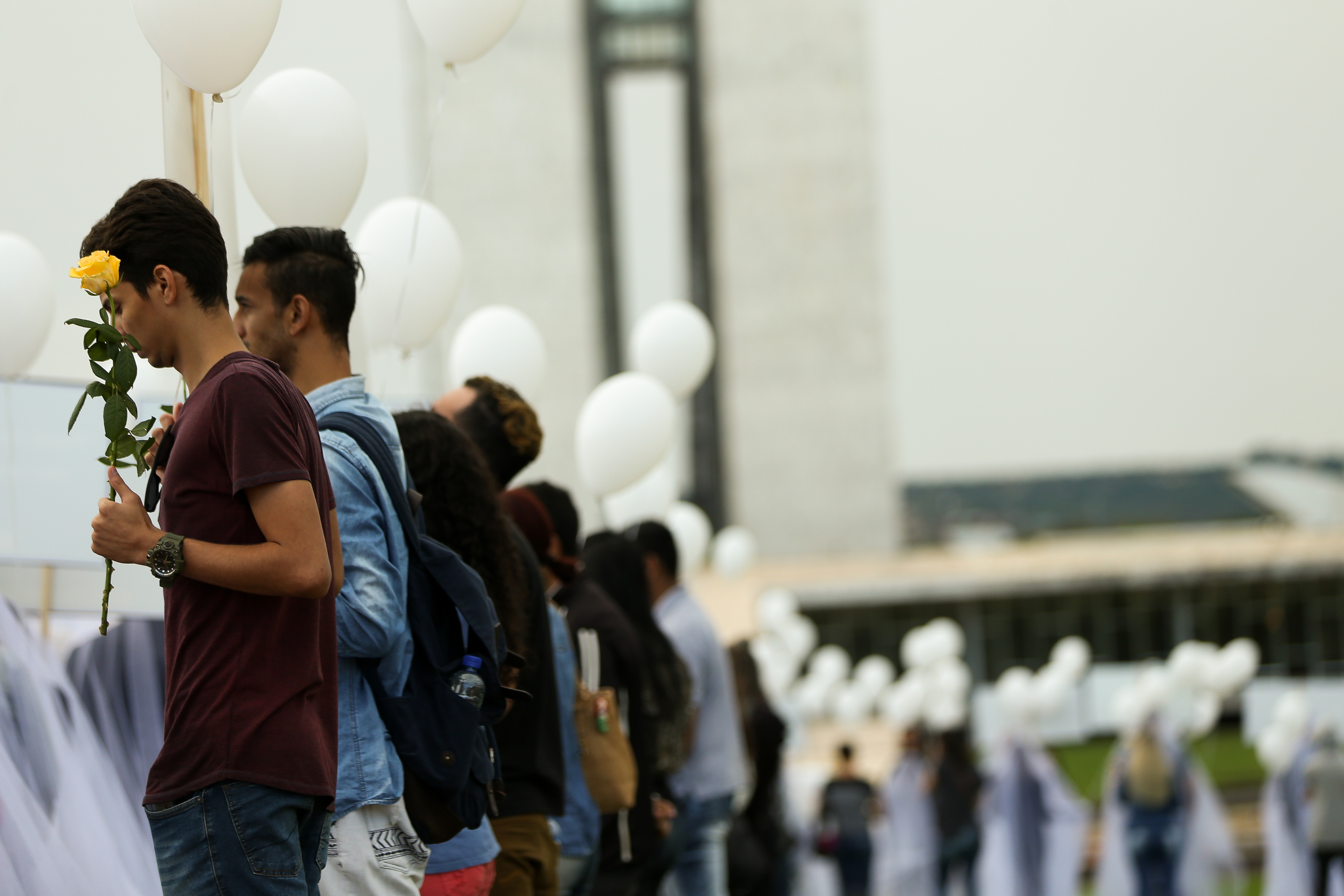
世界交通事故受害者紀念日

世界交通事故受害者紀念日是紀念交通事故罹難者與其親屬的日子，日期定於11月第3個星期日。該紀念日由英國慈善機構RoadPeace在1993年發起，並於2005年獲联合国大会正式採納，成為全球性的紀念日。

## 歷史
1993年，RoadPeace創辦人布莉姬特・喬德瑞（Brigitte Chaudhry）組織首屆交通事故受害者紀念日，歐洲交通受害者聯盟於1995年加入紀念活動。到1998年，該活動已在世界各國舉行，包括阿根廷、澳洲、以色列等。
到21世紀，世界衛生組織、聯合國等也相繼支持該紀念日。2005年，聯合國大會正式呼籲各國響應，以對交通事故受害者及其家屬致敬。
此後世界上越來越多國家在該日舉辦活動，教宗本篤十六世也曾為交通事故喪生者祝禱。
2015年11月15日，歐洲交通受害者聯盟獲頒肯特王子麥可國際道路安全獎，表彰聯盟在過去20年對推廣該紀念日的貢獻。

## 在印度的紀念日
在眾多國家中，印度的交通事故罹難人数較高。印度有不少NGO舉辦道路安全宣導，努力預防交通事故。然而，這些組織多無法長期運作，僅少數能持續在基層推動實質改變。
2016年，印度最高法院的判決給予好撒玛利亚人法律上的保障。此後，地方政府與NGO開始讓大眾了解相關概念。在泰米爾納德邦，NGO Thozhan發起了交通安全意識運動（Traffic Awareness Campaign）、黃金時間急救訓練（Golden Hour）、無事故國度願景（Accident Free Nation）等計畫。
這些計畫受到政府認可，陸續由各邦發佈州政府命令，將好撒馬利亞人法納入地方行政體系。

### 悼念集會
在紀念日當天，民眾齊聚一堂，主辦單位會說明紀念日的重要性與意義。隨後的悼念儀式會讓受難者家屬致詞，讓大眾了解道路安全的重要性。
集會同時也會宣傳好撒玛利亚人概念，鼓勵更多人及時急救事故傷者，避免延誤就醫導致死亡。

## 另見
- 道路安全

 维基共享资源上的相關多媒體資源：世界交通事故受害者紀念日